# Venez voir
Pour plus de détails, voir Fiche technique et Distribution.
Venez voir (Tenéis que venir a verla) est un film espagnol réalisé par Jonás Trueba, sorti en 2022.

## Synopsis
Elena et son compagnon étaient amis avec Daniel et Susana mais ils se sont perdus de vue depuis un certain temps. Ils se retrouvent par hasard lors d'un concert de Chano Dominguez et reprennent la conversation. Susana et Dani se disent très heureux, à la fois parce qu'ils vivent maintenant dans la verdure, à une heure de distance de Madrid et aussi parce qu'ils vont avoir un enfant. Ils invitent leurs amis retrouvés à venir les voir à la campagne. Cela n'enchante guère Guillermo, citadin convaincu, et qui trouve stupide de mettre au monde un enfant. Elena, qui partage son point de vue, est pourtant moins catégoriquement opposée au projet. Un jour, à la belle saison, le couple des villes se décide à rendre visite au couple des champs.

## Fiche technique
Sauf indication contraire, les informations mentionnées dans cette section peuvent être confirmées par la base de données cinématographiques IMDb,  présente dans la section « Liens externes ».
- Titre original : Tenéis que venir a verla
- Titre français : Venez voir
- Réalisation et scénario : Jonás Trueba
- Musique non originale : "Limbo", composée et interprétée au piano au début du film par Chano Dominguez
- Décors : naturels
- Costumes : Laura Renau
- Photographie : Santiago Racaj
- Mixage et montage son : Eduardo Castro
- Montage : Marta Velasco
- Production :  Jonás Trueba, Javier Lafuente
- Société de production : Los Ilusos Film
- Sociétés de distribution : 
  - Espagne : Atalante
  - France : Arizona Distribution
- Pays d'origine :  Espagne
- Format : Couleurs - Stéréo
- Genre : comédie dramatique
- Durée : 64 minutes
- Dates de sortie :
  - Espagne : 17 juin 2022
  - France : 4 janvier 2023

## Distribution
- Itsaso Arana : Elena
- Vito Sanz : Daniel
- Francesco Carril : Guillermo
- Irene Escolar : Susana
- Chano Dominguez : lui-même interprétant "Limbo" au piano
- Jonas Trueba : lui-même

## Accueil

### Accueil critique
En France, le site Allociné propose une moyenne de 3,4⁄5, fondée sur 14 critiques de presse.

## Distinction
- Festival international du film de Karlovy Vary 2022 : prix spécial du jury[2]